# Аэроп I
Аэроп I (др.-греч. 'Αεροπος, лат. Aeropus) — македонский царь, правивший в VI веке до н. э.

Аэроп был сыном царя Филиппа I. Юстин сообщает, что Аероп наследовал царство в младенческом возрасте, 
«и вот теперь 
иллирийцы решили использовать то обстоятельство, что в Македонии царем оказался младенец, и пошли на македонян войной. Когда же македоняне были разбиты [в одной битве], они вынесли своего царя в колыбели, поставили её сзади своей боевой линии и с ожесточением возобновили бой, как бы считая, что они были побеждены потому, что сражались не пред лицом своего царя, а теперь победят, так как их вера укрепит их волю к победе. В то же время владела ими и жалость к ребенку, который, как казалось им, по их вине превратится из царя в пленника, если они будут побеждены. Итак, снова завязав сражение, они в жестоком бою рассеяли иллирийцев».
По Евсевию Кесарийскому, Аэроп царствовал 36 лет.